# Playa del Esparrelló
La playa del Esparrelló  es una playa de arena y cantos del municipio de Villajoyosa en la provincia de Alicante (España) cuya longitud es de 100 m. 
Cuenta la leyenda, que desde allí las almas de los árabes emprendían su último viaje al paraíso.[cita requerida]
La playa es de grava y piedras, semiurbanizada.
Es una playa naturista (nudista) ,en cuyo único acceso, lo indica un cartel,en español e inglés, de la Concejalía de Turismo y Playas del municipio de Villajoyosa.